# Sandbüchsenbaum
Der Sandbüchsenbaum (Hura crepitans) ist eine Pflanzenart in der nur zwei oder drei Arten zählenden Gattung Hura in der Familie der Wolfsmilchgewächse (Euphorbiaceae). Er ist eine neotropische Pflanzenart. Trivialnamen in unterschiedlichen Sprachen sind beispielsweise in Englisch: Sandboxtree, Monkey’s dinner bell, Monkey’s pistol; Spanisch Ceiba amarilla, Javillo, Catahua, Salvadera.

## Beschreibung

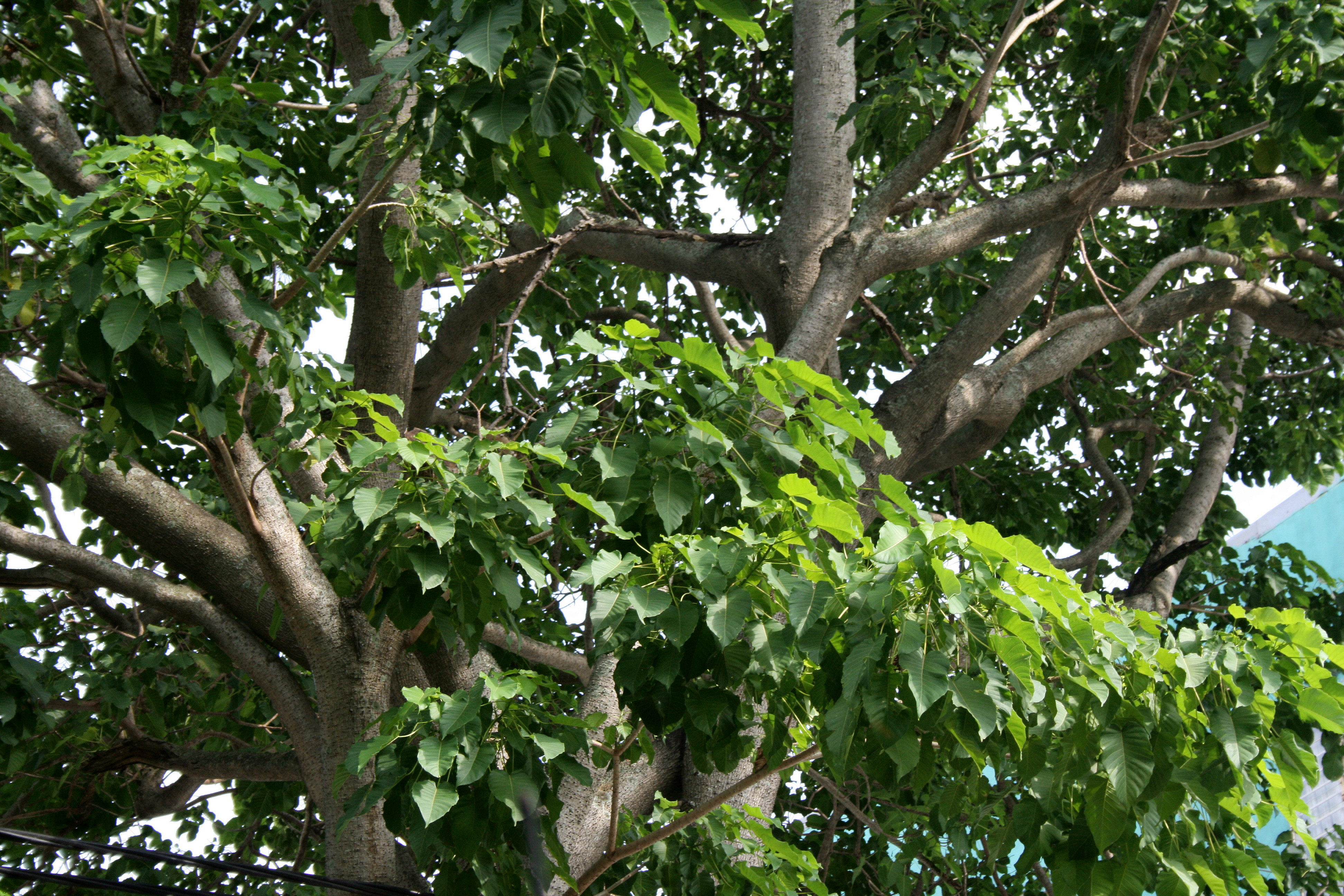
Baumkrone von Hura crepitans in Vietnam

### Erscheinungsbild und Rinde
Der Sandbüchsenbaum wächst als immergrüner Baum, der an Wildstandorten Wuchshöhen von bis zu 40 Meter und Stammdurchmesser von bis zu 2 Meter erreichen kann. Der ätzende, weiße Milchsaft des Sandbüchsenbaumes ist sehr giftig. Die glatte braune bis graue Borke der Stämme und Hauptäste ist mit 1 bis 2 cm langen, konischen Stacheln übersät. Die Zweige besitzen eine kahle Rinde mit Lentizellen.

### Blatt

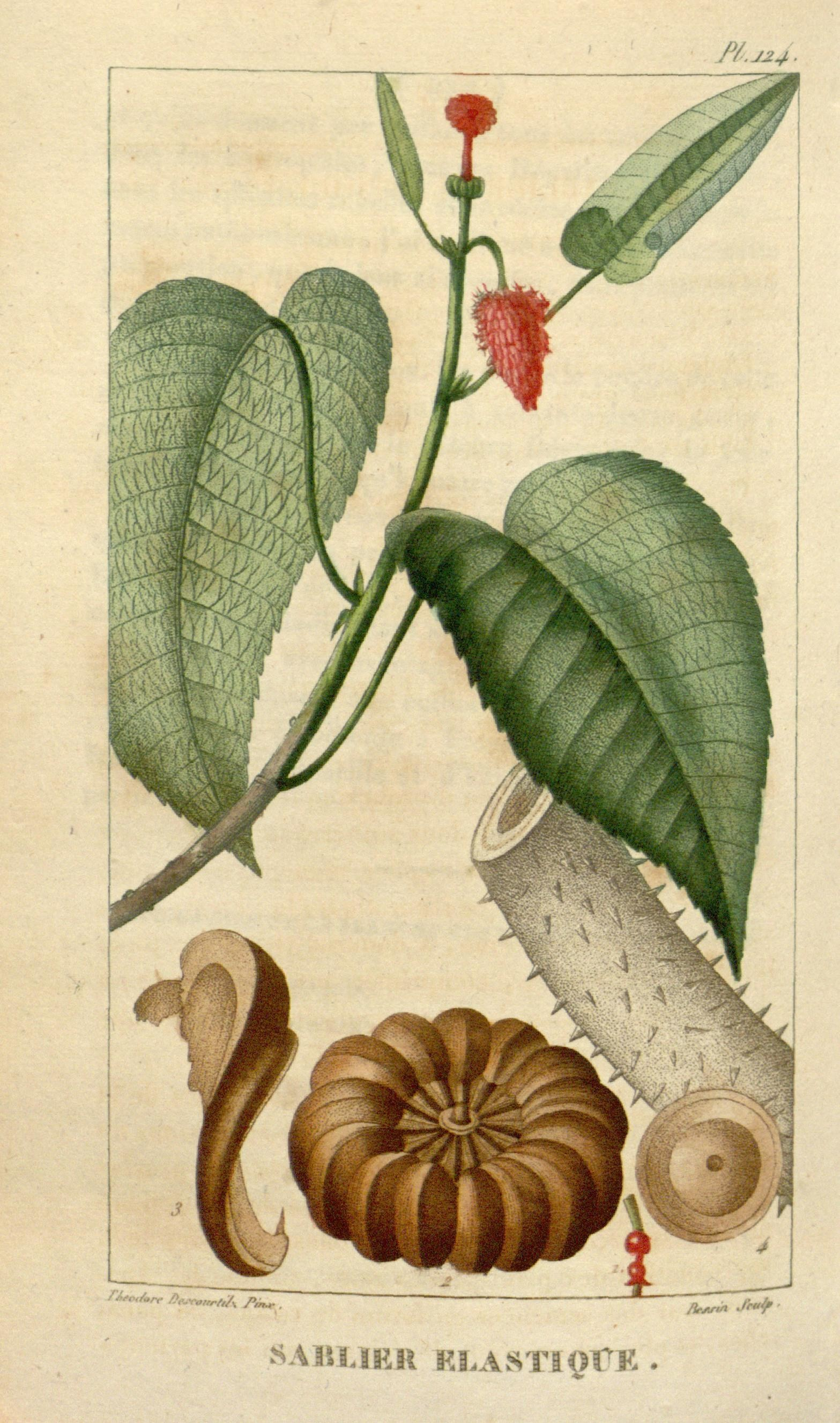
Illustration von Hura crepitans

Die wechselständig an den Zweigen angeordneten Laubblätter sind in Blattstiel und -spreite gegliedert. Der 4 bis 20 cm lange Blattstiel besitzt im oberen Bereich zwei Drüsen. Die einfache, papierartige Blattspreite ist bei einer Länge von 5 bis 29 cm und einer Breite von 5 bis 17 cm breit-eiförmig mit herzförmiger Basis und geschwänztem bis bespitzem oberen Ende. Auf beiden Seiten der auf beiden Blattflächen erhabenen Mittelrippe befinden sich 10 bis 13 (bis 16) Seitenadern. Auf der Blattunterseite ist die Mittelrippe weich behaart und die Oberseite ist kahl. Der Blattrand ist mehr oder weniger leicht gezähnt-gesägt. Die frühabfallen, flaumig behaarten Nebenblätter sind bei einer Länge von 10 bis 15 und einer Breite von 2 bis 3 mm lanzettlich oder eiförmig-lanzettlich.

### Blütenstand und Blüte
Der Sandbüchsenbaum ist einhäusig gemischtgeschlechtig (monözisch). Die Blütezeit liegt im Mai. Auf einem dicken (1,2 bis) 7 bis 10 cm langen Blütenstandsschaft in einem endständigen, bei einer Länge von (1,6 bis) 4 bis 5 cm und einem Durchmesser von (0,8 bis) 1,5 bis 2 cm eiförmig-konischen, kolbenförmigen Blütenstand befinden sich viele männliche Blüten und meist eine weibliche Blüte an seiner Basis. Es sind keine Kronblätter vorhanden, die eingeschlechtlichen Blüten sind also mit einfacher Blütenhülle. Die etwa 2 mm lang gestielten, meist rötlichen, männlichen Blüten besitzen einen kleinen, 2 bis 3 mm langen Kelchbecher. Die Staubfäden und Konnektive sind zu einem 4 bis 12 mm langen Synandrium verwachsen, das am längsten in den an der Basis des Blütenstandes befindlichen Blüten ist; die Staubbeutel stehen selten in nur einer, meist in zwei bis drei Reihen übereinander. Die meisten weiblichen Blüten stehen einzeln auf 1 bis 1,7 cm langen, dicken Blütenstielen in den Blattachseln. Die weiblichen Blüten besitzen einen 4 bis 6 (bis 8) mm langen, gestutzten Blütenkelch, der den oberständigen, vielkammerigen Fruchtknoten umhüllt. Die 2 bis 5 cm lange Griffelröhre endet in einer dunkel-purpurfarbenen und schirmförmigen Narbenscheibe, die einen Durchmesser von 1,5 bis 2,5 cm und etwa 11 bis 14 oder mehr ausgebreitete, stumpfe Lappen besitzt.

### Frucht und Samen

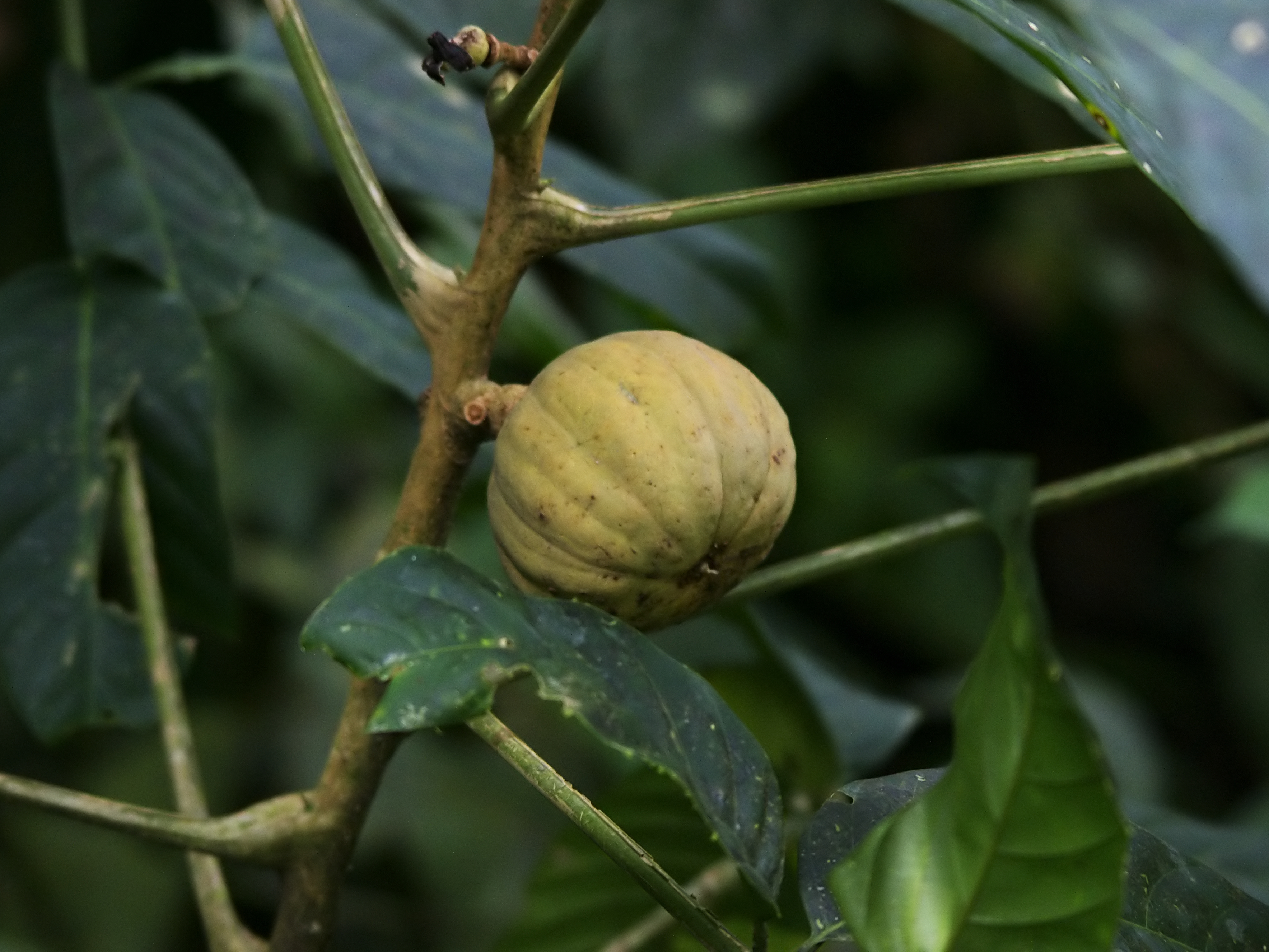
Frucht

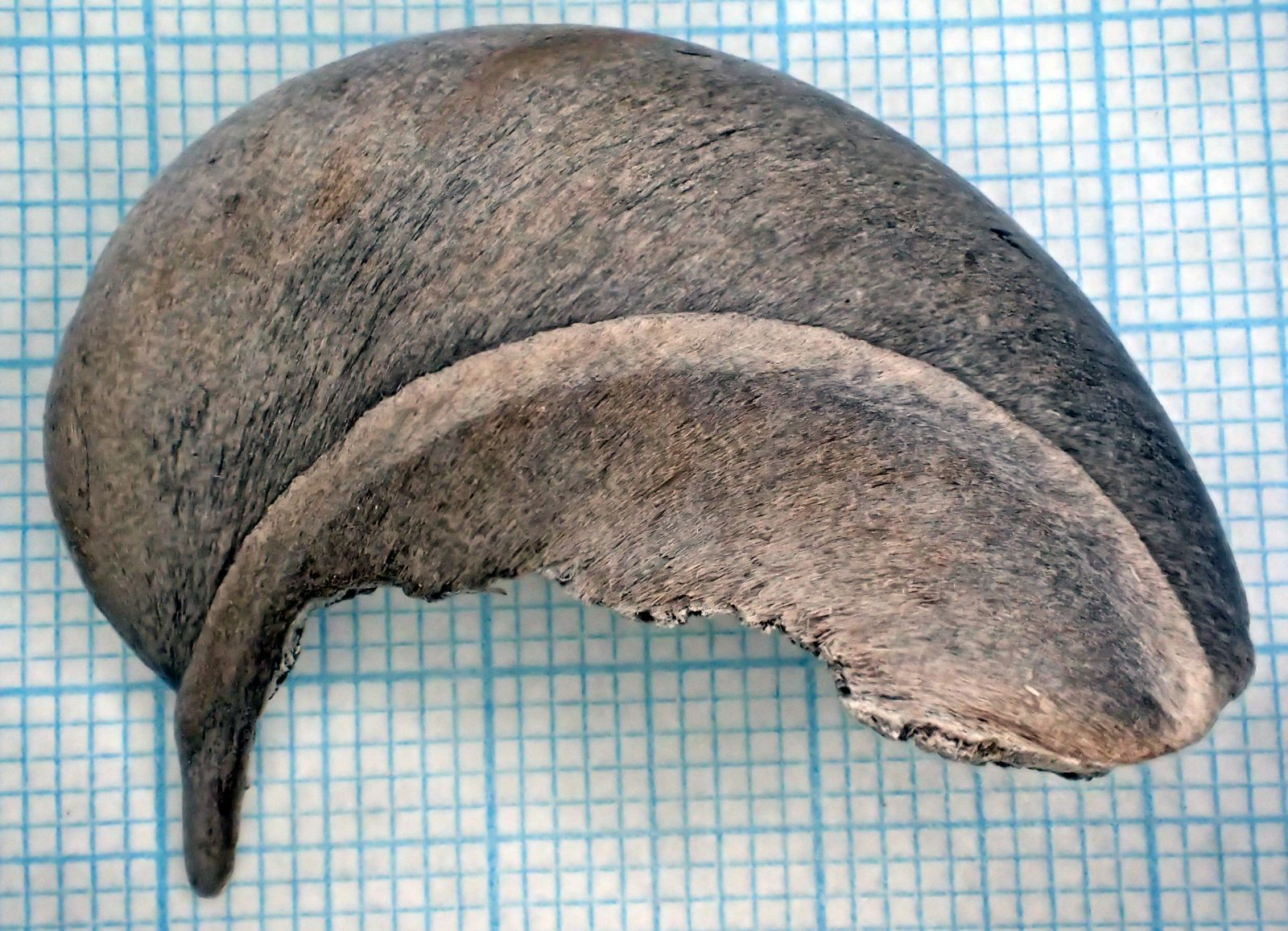
Teilfrucht

Der hängende Fruchtstiel ist bis zu 6 cm lang. Die bei einer Länge von 3 bis 5 cm und einem Durchmesser von 5 bis 9 cm relativ große, rundliche, am oberen Ende abgeflachte, kürbisförmige, rippige, kahle Spaltfrucht mit Kelchresten färbt sich rötlich-braun und trocknet während des Reifeprozesses holzig aus, wodurch Spannung entsteht und sie in die seitlich abgeflachten, halbmondförmigen und einsamigen Teilfrüchte (Cocci) zerfällt. Wenn die Spaltfrucht ausgereift ist, explodiert sie ballochor mit einem Knall, wodurch die holzigen Teilfrüchte über 250 km/h schnell und bis zu 45 Meter weit katapultiert werden können. Roh sind die flachen, scheibenförmigen Samen für Mensch und die meisten Tiere giftig. Sie besitzen einen Durchmesser von etwa 2 cm. Die Früchte reifen im August.
Eine vegetative Vermehrung des Baumes über Stecklinge ist ebenfalls möglich.

## Vorkommen
Die Heimat des Sandbüchsenbaumes liegt in der Neotropis: Mittel- und Südamerika sowie die Karibischen Inseln. Das natürliche Verbreitungsgebiet reicht von Costa Rica, Nicaragua und Panama über Anguilla, Antigua und Barbuda, Barbados, Kuba, Dominica, Guadeloupe, Hispaniola, Jamaika, Martinique, Puerto Rico, St. Lucia, St. Vincent und die Grenadinen nach Französisch-Guayana, Guyana, Suriname, Venezuela, Kolumbien, Ecuador (Loja, Morona-Santiago) bis Peru.
In Australien (besonders im Northern Territory) und in Tansania ist er eine invasive Pflanze. Ebenfalls ein Neophyt ist er in Westafrika, wo er jedoch nicht invasiv ist. Auch in Kenia wachsen Exemplare. In China wird der Sandbüchsenbaum angepflanzt.

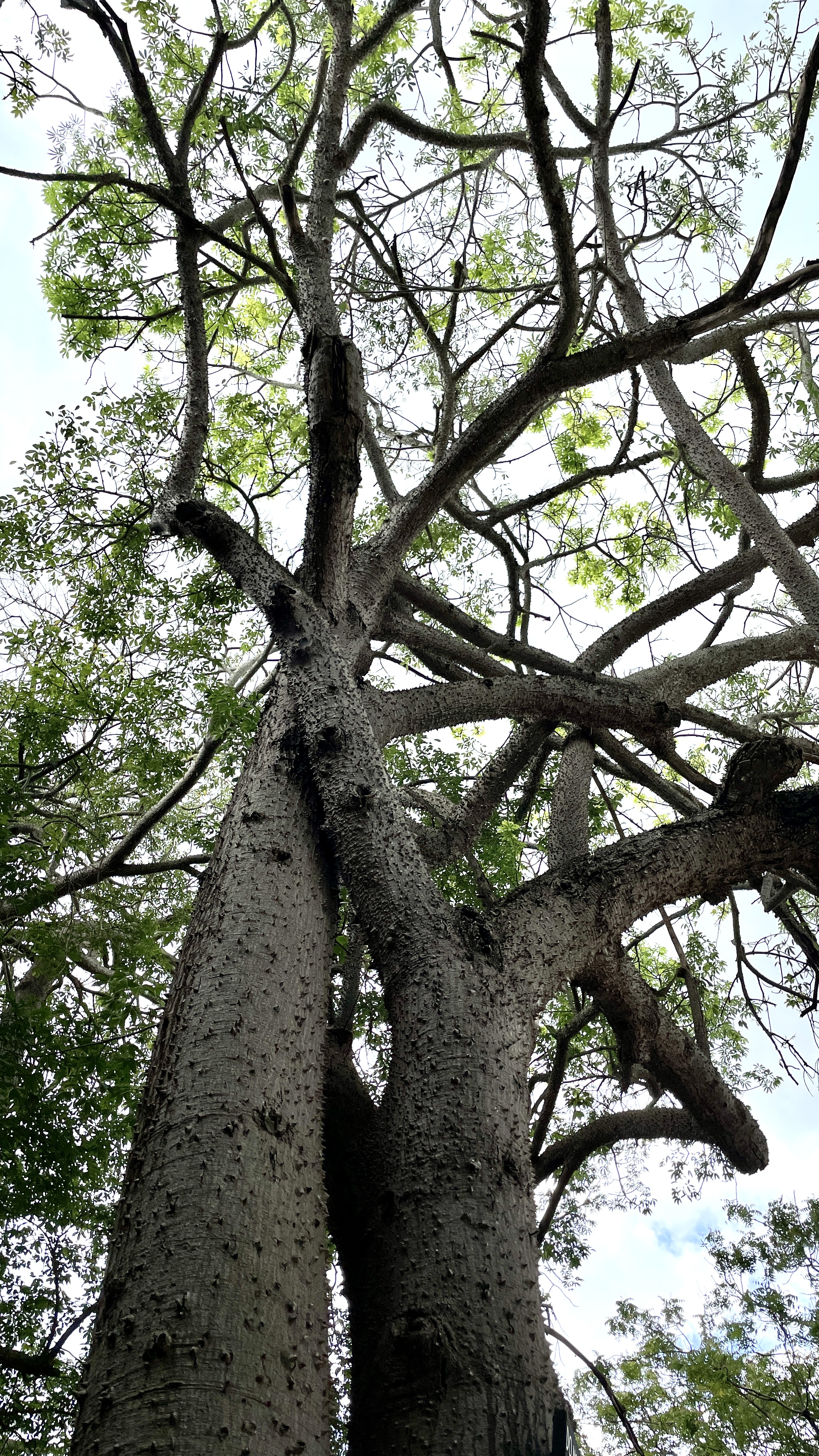
Sandbüchsenbaum im Gebiet Taita Hills am Rande des Nationalparks Tsavo West

Er bevorzugt nasse fruchtbare Böden und halbschattige bis sonnige Standorte.

## Systematik
Die Erstveröffentlichung von Hura crepitans erfolgte 1753 durch Carl von Linné in Species Plantarum, 2, S. 1008. Als Lectotypus wurde 1983 Linnaeus: Hort. Clifford., 1738, S. 486, Tafel 34 durch Wijnands in Bot. Commelins, S. 103 festgelegt. Synonyme für Hura crepitans L. sind: Hura brasiliensis Willd., Hura crepitans fo. oblongifolia Müll. Arg., Hura crepitans fo. orbicularis Müll. Arg., Hura crepitans fo. ovata Müll. Arg., Hura crepitans var. genuina Müll. Arg., Hura crepitans var. membranacea Müll. Arg., Hura crepitans var. strepens Müll. Arg., Hura senegalensis Baill., Hura strepens Willd.

## Frühere und heutige Verwendung
Der Sandbüchsenbaum besitzt einen weißen Milchsaft, der von Fischern als Fischgift genutzt wurde. Außerdem wurde er als Pfeilgift von den Kariben genutzt. Die Blätter und die Wurzelrinde finden Verwendung als Heilmittel.
Aus dem qualitativ nicht hochwertigen, relativ leichten Holz, das unter dem Handelsnamen Possumwood, Hura oder Habillo verkauft wird, können Möbel hergestellt werden.
Der Sandbüchsenbaum wird als Zierpflanze und zur Gewinnung von Drogen angepflanzt. Der Milchsaft ist extrem toxisch. Die Früchte wurden früher als Gefäße verwendet, in denen feiner, trockener Sand aufbewahrt wurde, den man als Streusand zum Trocknen von Tinte verwendete, als noch kein Löschpapier benutzt wurde, daher der Trivialname Sandboxtree und Sandbüchsenbaum. Die Teilfrüchte werden manchmal in Halsketten verwendet.
Einige Tierarten fressen die Samen trotz ihrer Giftigkeit. Insbesondere der Große Soldatenara frisst Samen dieses Baumes.